# Grzegorz Kleszcz
Grzegorz Witold Kleszcz (Oława, 12 de noviembre de 1977) es un deportista polaco que compitió en halterofilia.
Ganó una medalla de bronce en el Campeonato Europeo de Halterofilia de 2001, en la categoría de +105 kg. Participó en tres Juegos Olímpicos de Verano, ocupando el octavo lugar en Sídney 2000, el décimo en Atenas 2004 y el séptimo en Pekín 2008, las tres ocasiones en la categoría de +105 kg.

## Palmarés internacional
| Campeonato Europeo | Campeonato Europeo   | Campeonato Europeo | Campeonato Europeo |
| Año                | Lugar                | Medalla            | Categoría          |
| ------------------ | -------------------- | ------------------ | ------------------ |
| 2001               | Trenčín (Eslovaquia) | Medalla de bronce  | +105 kg            |